# Улица Карла Маркса (Мурманск)
У́лица Ка́рла Ма́ркса — одна из старейших улиц Мурманска. Названа в честь Карла Маркса.
Находится в центре города, пересекая его с запада на восток. Начало берёт от городского бассейна.
На улице Карла Маркса находятся: Дом культуры моряков, стадион, здание городской администрации (с торца), управление архитектуры, родильный дом, типография, школа № 35, «Севморнефтегеофизика», больница областного управления внутренних дел, консульство Финляндии, офисное здание «Мурман СиФуд», рынок «Центральный», кольцо троллейбуса № 10, кинотеатр «Мурманск».
Участок улицы от больницы УВД до кинотеатра «Мурманск» до конца 1980-х годов был прямым, но позже дорога была перенесена.